# Lista de instituições católicas de ensino superior do Brasil
Esta é uma lista de instituições de ensino superior do Brasil mantidas pela Igreja Católica, através de suas instituições hierárquicas ou suas ordens.

## Pontifícias
- Pontifícia Universidade Católica do Rio de Janeiro
- Pontifícia Universidade Católica de São Paulo
- Pontifícia Universidade Católica de Campinas
- Pontifícia Universidade Católica de Minas Gerais
- Pontifícia Universidade Católica do Rio Grande do Sul
- Pontifícia Universidade Católica do Paraná
- Pontifícia Universidade Católica de Goiás

## Diocesanas
- Centro Universitário Assunção (Fundação São Paulo/PUC-SP)
- Universidade Católica de Petrópolis
- Universidade Católica de Salvador
- Universidade Católica de Santos
- Centro Universitário Católica de Quixadá
- Faculdade Católica de Fortaleza
- Faculdade Católica de Belém

## Franciscanas
- Universidade São Francisco
- Escola Superior São Francisco de Assis
- Universidade Franciscana

## Maristas
- Universidade Católica de Brasília
- Faculdade Católica do Ceará
- Centro Universitário Católica do Leste de Minas Gerais
- Faculdade Católica do Tocantins
- Centro Universitário Claretiano

## Camilianas
- Centro Universitário São Camilo

## Salesianas
- Universidade Católica Dom Bosco
- Centro Universitário Salesiano Auxilium
- Centro Universitário Salesiano de São Paulo
- Faculdade Salesiana Dom Bosco

## Ursulinas
- Universidade Santa Úrsula

## Jesuíticas
- Universidade do Vale do Rio dos Sinos
- Universidade Católica de Pernambuco
- Faculdade Jesuítica de Filosofia e Teologia
- Escola Superior Dom Helder Câmara
- Centro Universitário FEI -  (antiga Faculdade de Engenharia Industrial)

## Lassalistas
Universidade La Salle

## Basilianas
- Faculdade São Basílio Magno